# Delectopecten zacae
Delectopecten zacae är en musselart. Delectopecten zacae ingår i släktet Delectopecten och familjen kammusslor. Inga underarter finns listade i Catalogue of Life.